# One True Loves
One True Loves és una pel·lícula de comèdia romàntica i dramàtica estatunidenca del 2023 dirigida i produïda per Andy Fickman com una adaptació de la novel·la homònima del 2016 de Taylor Jenkins Reid. La pel·lícula és protagonitzada per Phillipa Soo, Simu Liu i Luke Bracey. S'ha subtitulat al català.
Quan el marit de l'Emma, en Jesse, desapareix en un accident d'helicòpter, ella torna a casa per intentar recuperar-se. Quatre anys més tard, l'Emma estableix en una relació amb el seu amic de la infància Sam, i aviat es comprometen. En Jesse recupera la vida de sobte, així que, completament esquinçada, ara ha de triar entre un marit i un promès.
One True Loves es va estrenar als Estats Units el 7 d'abril de 2023.